# Leon VI. Modri
Leon VI. Modri ali Filozof (starogrško Λέων ΣΤ΄ ὁ Σοφός, latinizirano: Leōn VI ho Sophos) je bil cesar Bizantinskega cesarstva, ki je vladal od leta 886 do 912, * 19. september 866, †  11. maj 912.
Leona se uvršča v Makedonsko dinastijo, čeprav njegovo poreklo ni povsem jasno. Med njegovo vladavino se je nadaljevala renesansa književnosti, ki se je začela pod njegovim predhodnikom Bazilijem I.. Cesarstvo je v tem času doživelo tudi nekaj težkih vojaških porazov, na Balkanu proti Bolgarom, na Siciliji in Egejskem morju pa proti Arabcem.

## Mladost
Leon je bil ali nezakonski sin cesarja Mihaela III. ali drugi sin svojega predhodnika, cesarja Bazilija I. Makedonca  in cesarice Evdokije Ingerine, Bazilijeve žene in  ljubice Mihaela III.. Leta 867 je Bazilij umoril Mihaela in zasedel njegov prestol. Leta 870 se mu je kot drugi najstarejši sin na prestolu pridružil Leon, ki je po smrti starejšega brata Konstantina leta 879 postal neposredni možni naslednik bizantinskega prestola.
Leon in Bazilij se nista marala. Odnosi med njima so se še poslabšali po smrti cesarice Evdokije,  zlasti potem,  ko je Leon, nezadovoljen z zakonom s Teofano Matriniake, vzel za priležnico Zojo Zaucaino.  Bazilij je Zojo za kazen poročil z nekim nepomembnim uradnikom, Leona pa je kasneje obtožil zarote in ga nameraval oslepiti. 29. avgusta 886 se je Bazilij v nezgodi na lovu težko poškodoval in umrl. Na smrtni postelji je trdil, da je bila nezgoda poskus umora, v katerem je  morda sodeloval tudi Leon.

## Notranja politika
Eno  od prvih Leonovih  dejanj po prihodu na oblast je bil zelo slovesen prenos posmrtnih ostankov Mihaela III.  v cesarski mavzolej v cerkvi Svetih apostolov v Konstantinoplu. Dogodek je še podkrepil sum, da je Leon Mihaelov sin, ali pa je Leon  sam morda verjel, da je. V iskanju politične sprave si je zagotovil podporo državnih uradnikov in se obdal z zvestimi uradniki, kakršna sta bila oče njegove priležnice Stilijan Zauca in evnuh Samon, arabski prebežnik, katerega je Leon povzdignil na položaj patrikija in je bil krstni boter njegovega  sina Konstantina VII.. Poskusi, da bi obvladal velike aristokratske družine, na primer Fokase in Dukase, so občasno povzročili resne konflikte.  Najpomembnejši med njimi bil upor generala Andronika Dukasa leta 906.
Leon je z imenovanjem patriarhov poskušal nadzirati tudi Cerkev. Decembra 886 je odpustil patriarha in svojega nekdanjega tutorja  Fotija in na njegovo mesto imenoval svojega 19 let starega brata Stefana. Po Stefanovi smrti leta 893 ga je zamenjel z Zaucovim izbrancem Antonijem II., ki je umrl leta 901. Leon je nato za patriarha imenoval svojega državnega tajnika (mystikos) Nikolaja. Zaradi suma, da je sodeloval v propadlem poskusu Leonovega umora leta 903, in nasprotovanja Leonovi četrti poroki, ga je leta 907 zamenjal s svojim duhovnim očetom  Evtimijem. 
Ko so s Krete v Konstantinopel prenesli posmrtne ostanke sv. Lazarja,  so med Leonovo vladavino v poznem 9. stoletju   v Larnaki na Cipru zgradili mogočno cerkev sv. Lazarja.   Cerkev je eden od najlepših  primerov bizantinske arhitekture. Leon je tudi dokončal dela na Baziliki, dopolnjenem grškem prevodu Justinijanovega zakonika, ki so se začela med vladavino Bazilija I..
Kremonski škof Liutprand piše,  podobno kot kalif Harun Al Rašid, da se je Leon včasih   preoblekel  v meščana, hodil po Konstantinoplu in iskal krivice in podkupovanje. Ena od zgodb pravi, da ga je med takim obhodom pozno ponoči nekajkrat ujela mestna straža. Prvi dve straži  mu je uspelo podkupiti z 12 nomizmami, tretja straža pa ga je aretirala. Ko so ga naslednje jutro v ječi prepoznali, so častnika, ki ga jer aretiral, bogato nagradili, podkupljive stražarje pa ostro kaznovali in odpustili.  

## Zunanja politika
Leonova vojna sreča je bila bolj mešana kot Bazilijeva. Cesar je najprej popustil svojemu glavnemu svetovalcu Stilijanu Zauci in leta 894  sprožil vojno proti Simeonu I. Bolgarskemu, v kateri je bil poražen. S podkupovanjem Ogrov je dosegel njihov napa s severa in posreden uspeh, brez  njihove podpore pa je  leta 896 izgubil veliko bitko pri Bulgarofigonu. Po porazu je moral  Bolgarom odobriti velike trgovinske ugodnosti in jim plačevati letni davek.
Leta 900 zmagal proti emiratu Tarz, uničil arabsko vojsko in ujel samega emirja, vendar je hkrati na zahodu izgubil Taormino, zadnjo bizantinsko postojanko na Siciliji,  ki jo je leta 902 osvojil Sicilski emirat. Leon je kljub temu še naprej pritiskal na vzhodno mejo in v Mezopotamiji ustanovil Mezopotamsko temo, leta 902 napadel Armenijo,  opustošil Teodoziopolis, sedanji Erzurum v vzhodni Anatoliji,  in uspešno vpadal v arabski  Al Awasim.
Leta 904 je dezerter Loeon Tripolski s svojimi pirati oplenil  Solun. Dogodek je v Osvojitvi Soluna opisal Ivan Kaminiat. Velika invazija za ponovno osvojitev Krete pod poveljstvom admirala Himerija leta 911-912 se je  končala s popolnim polomom.  V tem času sta bili na ozemlju, ki so ga malo pred tem odvzeli Arabcem, kljub temu ustanovljeni obmejni  provinci (kleisourai) Likand in Leontokom. Leta 907 so Konstantinopel napadli Kijevski Rusi Olega Novgorodskega, ki so od cesarstva zahtevali ugodne trgovske pravice. Leon jih je odpravil z odkupnino, toda Rusi so leta 911 ponovno napadli  in končno dosegli podpis trgovinske pogodbe.

## Leonove poroke
Leon VI. je povzročal škandale s številnimi porokami, ki so se končale brez rojstva zakonitega naslednika bizantinskega prestola. Prva žena, Teofano Martiniake, katero je sovražil in se je moral z njo poročiti na Bazilijevo zahtevo, da bi se utrdile vezi z njeno družino, je leta 897 umrla. Leon se je zatem poročil z Zojo Zaucaino, hčerko svojega svetovalca Stilijana Zauce, ki je umrla leta 899. Po tej poroki je Leon za svojega tasta uvedel nov dvorni naslov basileopatōr (cesarjev oče).
Tretja poroka je bila tehnično nezakonita, Leon pa se je kljub temu spet poročil, tokrat z Evdokijo Baïano, ki je umrla leta 901. Četrta poroka je bila po mnenju patriarha Nikolaja Mistika še večji greh kot tretja. Leon se na njegovo mnenje ni oziral in se poročil z Zojo Karbonopsino, vendar šele potem, ko mu je leta 905 rodila sina. Poroka je kljub temu naletela na patriarhovo nasprotovanje, zato ga je Leon zamenjal z Evtimijem, ki je njegovo poroko priznal. Priznanje je bilo pogojeno z veliko pokoro in grožnjo, da bo ob naslednji poroki izobčen. 

## Nasledstvo
Konstantin VII. je bil uradno nezakonski sin, ker je bil rojen pred kanonizacijo očetove poroke z Zojo Karbonopsino. Da bi utrdil sinov položaj,  ga je Leon  15. maja 908 kronal za svojega socesarja, čeprav je bil star  komaj deset let. Leon je 11. maja 912 umrl. Nasledil ga je njegov mlajši brat Aleksander, ki je skupaj z njim od leta 879 vladal kot očetov socesar.

## Dela
Leon VI. je bil ploden pisec, ki je pisal dela z različno vsebino in v različnih slogih, vključno s političnimi govori, obrednimi pesnitvami in teološkimi razpravami. Večkrat je tudi osebno pridigal v konstantinopelskih cerkvah.
Njegov največji dosežek na področju prava je bila ustanovitev komisije, ki naj bi udejanila očetovo izvirno zamisel, da se zberejo in uredijo  vsi obstoječi bizantinski zakoni. Končen izdelek komisije  je bilo obsežnen zakonik z naslovom Bazilika, sestavljen iz šestih delov s šestdeset knijgami. V Baziliki, pisani v grškem jeziku, so bili iz latinščine prevedeni in sistematično urejeni vsi zakoni, zajeti v Corpus iuris civilis. Zakonik je bil osnova, na kateri so se gradili vsi kasnejši bizantinski zakoniki. Leon je začel Baziliki dodajati vse zakone,  sprejete med njegovo vladavino. Imenovali so se Novele ali Novi zakoni in so obravnavali aktualno problematiko, tudi prepoved četrte poroke. Bazilika in  Novele so zajemale civilno in cerkveno (kanonsko)  pravo. Z zgodovinskega stališča je najbolj pomembno dejstvo, da sta obe deli odpravili večino ostankov pravne in ustavne zgradbe, ki jo je Bizantinsko cesarstvo nasledilo od Rimskega cesarstva, celo tiste iz obdobja Rimske republike. Zastarele institucije, na primer kurija, rimski senat in celo konzulat, so bile ukinjene, tiste, ki so ostale, pa so dobile manj pomembno vlogo.
Pod Leonovim imenom sta bila objavljena  tudi domnevna Eparhova  knjiga in Filotejev Kletorologij, ki pričata o zanimanju vlade za organiziranje in vzdrževanje javnega reda. Eparhova knjiga obravnava  pravila in predpise za trgovanje in trgovske organizacije v Konstantinoplu, medtem ko je  Kletorologij   poskus standardizacije položajev na bizantinskem dvoru in njihovega rangiranja. Leon je tudi avtor ali vsaj sponzor Taktike, pomembne razprave o vojaških operacijah.
Kasnejše generacije so v Leonu videle preroka in maga. Kmalu po njegovi smrti se je pojavila zbirka preroških pesnitev in nekaj vedeževalskih besedil, tako imenovanih  Prerokb Leona Modrega. Del  besedil zagotovo temelji na godnejših grških besedilih. Zanje so več stoletij verjeli,  da napovedujejo prihodnost sveta.
In ne nazadnje se Leonu Modremu pripisuje tudi prenos posmrtnih ostankov sv. Lazarja v Konstantinopel leta 890 in nekaj hvalnic, ki so jih v Vzhodni pravoslavni cerkvi  peli na Lazarjevo nedeljo. Skomponiral  je tudi hvalnico Praznik vzvišenega križa.

## Družina
S prvo ženo, Teofano Martiniake, je imel hčerko  
- Evdokijo, ki je umrla leta 892.[38]

Z drugo ženo, Zojo Zaucaino, je imel hčerko 
- Ano,[32] za katero se domneva, da je bila poročena s cesarjem Svetega rimskega cesarstva Ludvikom Slepim.[39]

S tretjo ženo, Evdokijo Baïano, je imel sina 
- Bazilija, ki je živel samo nekaj dni.[29]

S četrto ženo, Zojo  Karbonopsino, je imel dva otroka:
- Ano in
- kasnejšega cesarja Konstantina VII..